# François d’Aspremont
Jean II d'Aspremont, nommé également François d’Aspremont (vers 1495 - Lumes, 1552), seigneur de Buzancy, est un homme d'armes et tyran qui fut actif au cours de la première moitié du XVIe siècle.

## Biographie
François d'Aspremont, né de Jean Ier d'Aspremont et d'Antoinette de Brandenbourgen, avait épousé en 1521 Marie de Hangest. Sans enfant de cette première union, il s'était remarié en 1530 avec Marie de Haraucourt.
Revenu mécontent de la campagne d'Italie, où il avait servi François Ier, il fortifia la maison forte de Lumes, la transformant en un château, sans autorisation du roi. Il chercha dès lors à être indépendant du roi ainsi que du duc de Lorraine. En 1534, il réussit à conclure un mariage entre sa sœur Antoinette et René d'Anglure, sire de Bourlémont et de Conflans-Sainte-Honorine.
En août 1535, il tente de refuser à François Ier l'accès au château, mais doit céder. Il s'allie avec Charles Quint, intéressé par la position stratégique des domaines d'Aspremont. François d'Aspremont accepte de rendre hommage à un vassal de Charles Quint, le grand bailli de Hainaut. Condamné à mort pour cette rébellion, l tient bon face aux troupes royales jusqu'en 1542, pillant la région. Il doit fuir en 1542.
La trêve de Crépy-en-Laonnois, le 18 septembre 1544, efface sa condamnation et le rétablit dans ses terres. Il reprend une vie de brigand. Les hostilités, cette fois entre Henri II, fils de François Ier, et Charles Quint, reprennent en mars 1552 avec le Voyage d’Allemagne. Le château de Lumes accueille une garnison espagnole mais est attaqué. François d'Aspremont est blessé durant cette attaque et en meurt.

## Sources
- Philippe Seydoux, Gentilhommières et Maisons fortes en Champagne : Marne et Ardennes, t. 1, Paris, Éditions de La Morande, 1997, 320 p. (ISBN 2-902091-30-3), p. 160.
- Dominique de La Bare de Raillicourt, « Lumes », Revue Historique Ardennaise, t. XXII,‎ 1987, p. 207-228.
- Henri Manceau, « Châteaux-Châtelains : quand les souverains fortifient la frontière... première moitié du XVIe siècle », L'automobilisme ardennais, no 187,‎ juillet-août 1969.
- Jean-Baptiste-Joseph Boulliot, Biographie Ardennaise ou Histoire des ardennais qui se sont fait remarquer ..., Paris, Chez l'éditeur rue de l'Arbre-Sec n°9 et chez Ledoyen, librairie, Palais Royal, Galerie d'Orleans,n°33, 1830 (lire en ligne), « Aspremont (François D') ».
- François de Rabutin, Commentaires sur le Faict des dernières guerres en la Gaule Belgique, 1555, « Description du château de Lumes ».